# Yves Sillard
 (août 2020).
Si vous disposez d'ouvrages ou d'articles de référence ou si vous connaissez des sites web de qualité traitant du thème abordé ici, merci de compléter l'article en donnant les références utiles à sa vérifiabilité et en les liant à la section « Notes et références ».
Pour les articles homonymes, voir Sillard.
Yves Sillard, né le 5 janvier 1936 à Coutances et mort le 12 avril 2023 à Avignon,, est un ingénieur militaire, officier général et aviateur français.

## Biographie
Après ses études à l'École polytechnique (X1954), il choisit le corps de l'armement et suit en école d'application l'École nationale supérieure de l'aéronautique et de l'espace (SUPAERO), dont il est diplômé en 1959. Yves Sillard est pilote breveté militaire de l'Armée de l'air (1 200 heures de vol).
Il commence sa carrière, en 1960, comme ingénieur de l'armement au Centre d'essais en vol. En 1964, il est nommé au Secrétariat général à l'Aviation civile comme responsable du programme Concorde.
L'année suivante, il devient responsable de la construction à Kourou du Centre spatial guyanais (CSG) du CNES, travaillant notamment avec Jean Gruau[Qui ?], puis du développement du programme du lanceur Ariane. Il dirige le CSG de 1969 à 1971. En 1976, il prend la direction générale du CNES, sous la présidence d'Hubert Curien, jusqu'en 1982. Là, il participe à la création du Groupe d'études des phénomènes aérospatiaux non identifiés (GEPAN). Entre-temps, en octobre 1981, il est promu ingénieur général de 2e classe.
De 1982 à 1988, il est président directeur de l'IFREMER.
Il est alors nommé délégué général pour l'Armement auprès du ministre de la Défense, fonction qu'il exerce du 6 janvier 1989 au 24 mai 1993. Il est ensuite président-directeur général de la société Défense conseil international (1994-1997). En avril 1997, il est nommé chargé de mission pour la politique spatiale auprès du ministère de la Défense. Le 19 janvier 1998, il est nommé par le secrétaire général de l'OTAN, Javier Solana, au poste de Secrétaire général adjoint de l'OTAN pour les Affaires scientifiques et l'Environnement.
En septembre 2005, il prend la tête du comité de pilotage du Groupe d'études et d'informations sur les phénomènes aérospatiaux non identifiés (GEIPAN). À la demande du Président Jacques Chirac, il y est à l'initiative de l'ouverture au public des archives jusque-là classées secret défense concernant les Phénomènes aérospatiaux non identifiés (communément appelés OVNI). Scientifique et haut fonctionnaire, après une longue étude sur le thème de ce que le grand public appelle les OVNI, Yves Sillard est partisan de l'Hypothèse extraterrestre du phénomène ovni concernant les Phénomènes aérospatiaux non identifiés (dénomination aujourd'hui admise par la communauté scientifique).

## Distinctions
- Commandeur de la Légion d'honneur (1995) [7]

## Publications
- « Les lanceurs de satellites », in La Recherche, no 66, avril 1976, p. 316
- Yves Sillard (dir.), Jacques Arnould et al., Phénomènes aérospatiaux non identifiés : un défi à la science, Paris, Le Cherche Midi, coll. « Documents », avril 2007, 271 p. (ISBN 978-2-7491-0892-6, OCLC 159954655) (ouvrage scientifique collectif sous sa direction)